# Tadeusz Kwapień
Tadeusz Kwapień (ur. 25 lutego 1923 w Kościelisku, zm. 23 listopada 2012 w Zakopanem) – polski biegacz narciarski, kombinator norweski oraz lekkoatleta, trzykrotny olimpijczyk St. Moritz w 1948, Oslo w 1952 i Cortina d’Ampezzo w 1956, trener.

## Kariera sportowa
W 1945 roku zaczął uprawiać sport jako narciarz w klubie Wisła Zakopane i jako lekkoatleta w klubie Wisła Kraków. Założył i prowadził na Krzeptówkach filię klubu Wisła. Klub funkcjonował dzięki ofiarności Wojciecha Kwapienia piekarza (ojca Tadeusza) i pomocy siostry. Klub w Krzeptówkach wykształcił połowę reprezentantów Polski na olimpiadę Cortina d’Ampezzo w 1966 roku.
Tadeusz Kwapień trzykrotnie wziął udział w zimowych igrzyskach olimpijskich. W St. Moritz w 1948 był 47. w biegu na 18 km (od 12. kilometra biegł na pękniętej narcie), 10. w sztafecie 4 × 10 km oraz 25. w kombinacji norweskiej. W Oslo w 1952 zajął 41. miejsce w biegu na 18 km, a w Cortina d’Ampezzo w 1956 był 16. w biegu na 15 km, 12. na 30 km oraz 9. w sztafecie 4 × 10 km. Został zakwalifikowany na olimpiadę Squaw Valley 1960, ale start uniemożliwiła azjatycka grypa. Wyczynowe uprawianie sportu zakończył w roku 1960.
Startował w Mistrzostwach Świata w 1958 w Lahti, gdzie był 9. w sztafecie 4 × 10 km, 31. na 15 km, a biegu na 30 km nie ukończył. Zdobył złoty medal w Akademickich Mistrzostwach Świata w 1949 w biegu na 15 km.
Osiemnaście razy zdobył mistrzostwo Polski:
- bieg na 18 km – 1952 i 1953
- bieg na 14 km – 1954, 1955, 1956 i 1957
- bieg na 30 km – 1951, 1954 i 1957
- sztafeta 4 × 10 km – 1946, 1947, 1948, 1949, 1952, 1953, 1955, 1956 i 1957.

Był także dziesięciokrotnym wicemistrzem Polski.
Kwapień był także czołowym lekkoatletą Polski. Zdobył dwa tytuły mistrza Polski: w biegu na 1500 metrów w 1949 i na 5000 metrów w 1950, a także wicemistrzostwo na 1500 metrów w 1947 i 1948, srebro w sztafecie 3 x 1000 metrów (1947) oraz 4 brązowe medale – w 1950 na 1500 metrów, a w latach 1947–1949 na 5000 metrów. Dwukrotnie reprezentował Polskę w lekkoatletycznych meczach międzypaństwowych. W 1949 wystąpił na światowych igrzyskach studentów w Budapeszcie – był 8. na 1500 metrów oraz 10. na 5000 metrów.
Był odznaczony Złotym Krzyżem Zasługi. Został pochowany na cmentarzu przy ulicy Nowotarskiej w Zakopanem (kw. K1-1-55).

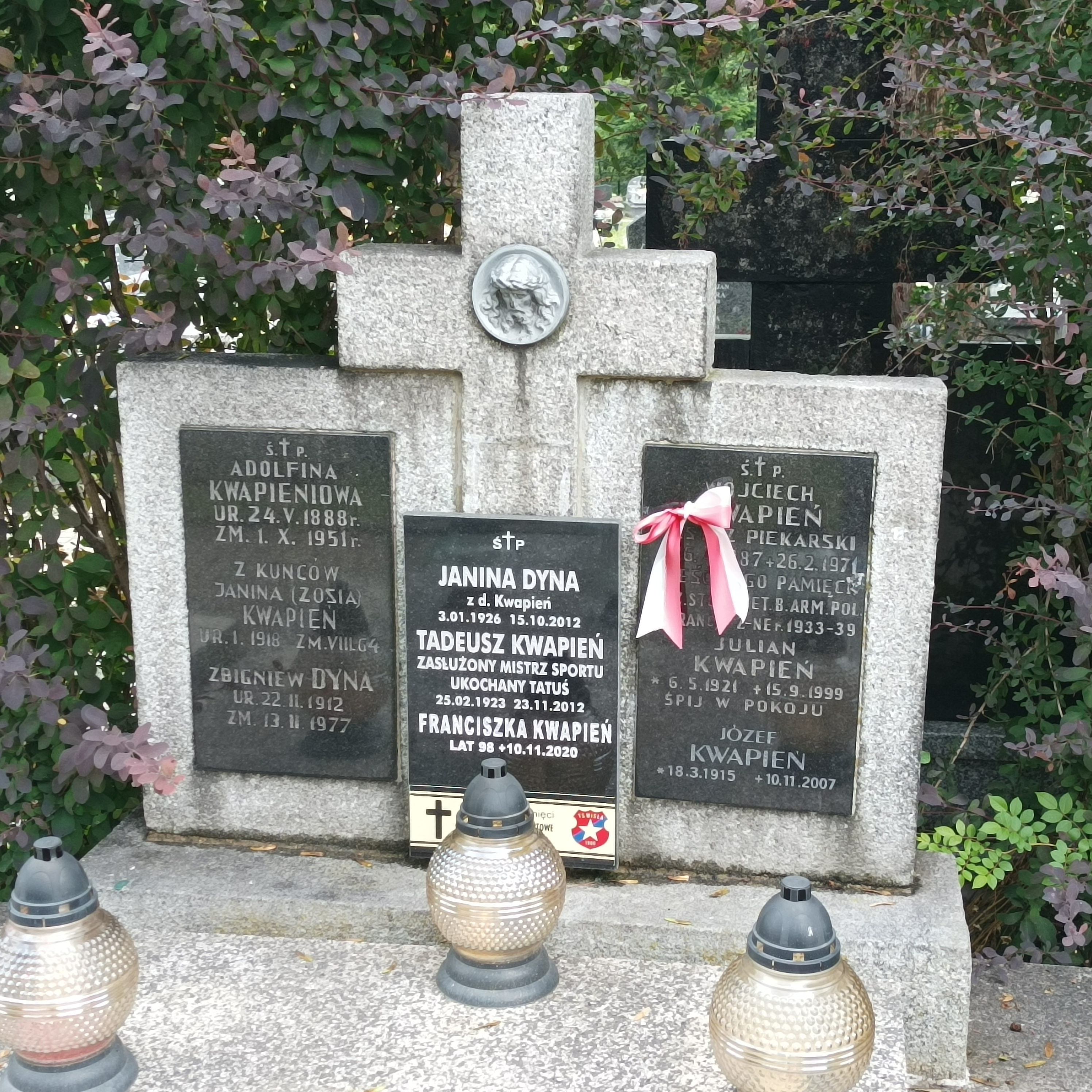
Grób Tadeusza Kwapienia na Nowym Cmentarzu w Zakopanem

## Życie prywatne
Mieszkał w Zakopanem. Rodzice Wojciech i Adela z domu Danyszczak; żona Włodzimiera Janina Grząska; dwie córki Ewa ur. 1951 i Małgorzata ur. 1952 – wicemistrzyni Polski juniorek w biegu sztafetowym.